# Dendrochilum wenzelii
Dendrochilum wenzelii är en orkidéart som beskrevs av Oakes Ames. Dendrochilum wenzelii ingår i släktet Dendrochilum och familjen orkidéer.
Artens utbredningsområde är Filippinerna. Inga underarter finns listade i Catalogue of Life.

## Bildgalleri

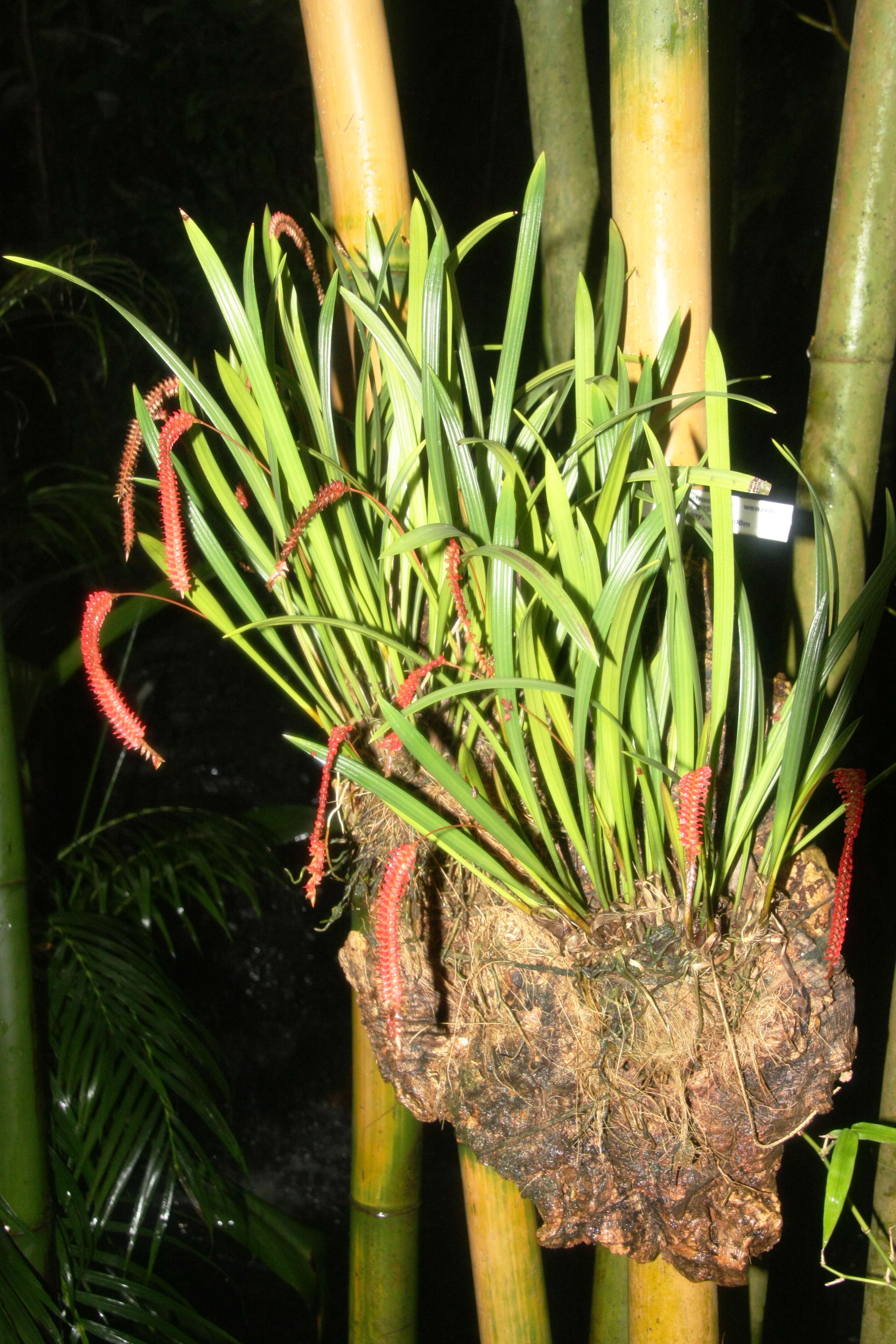
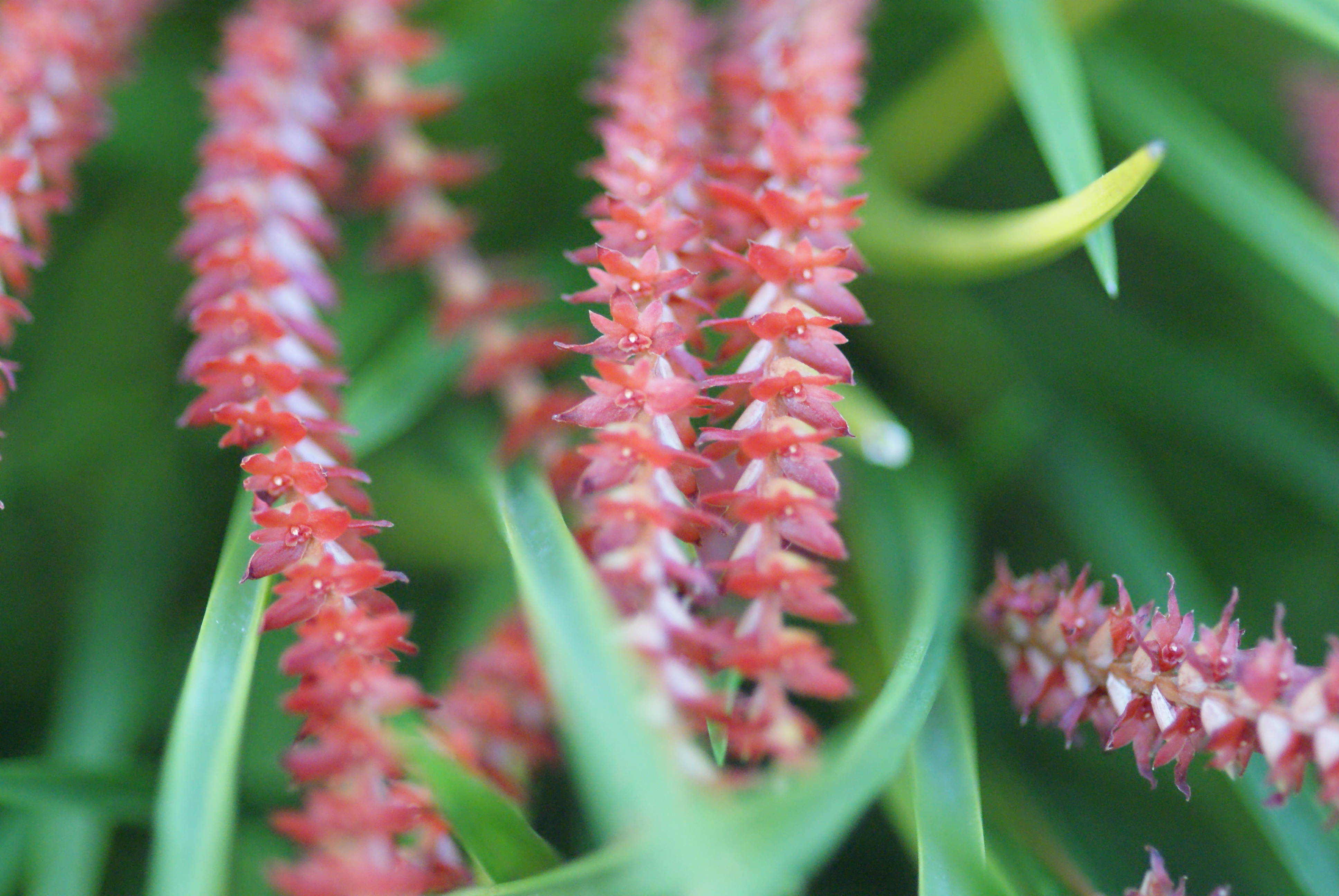
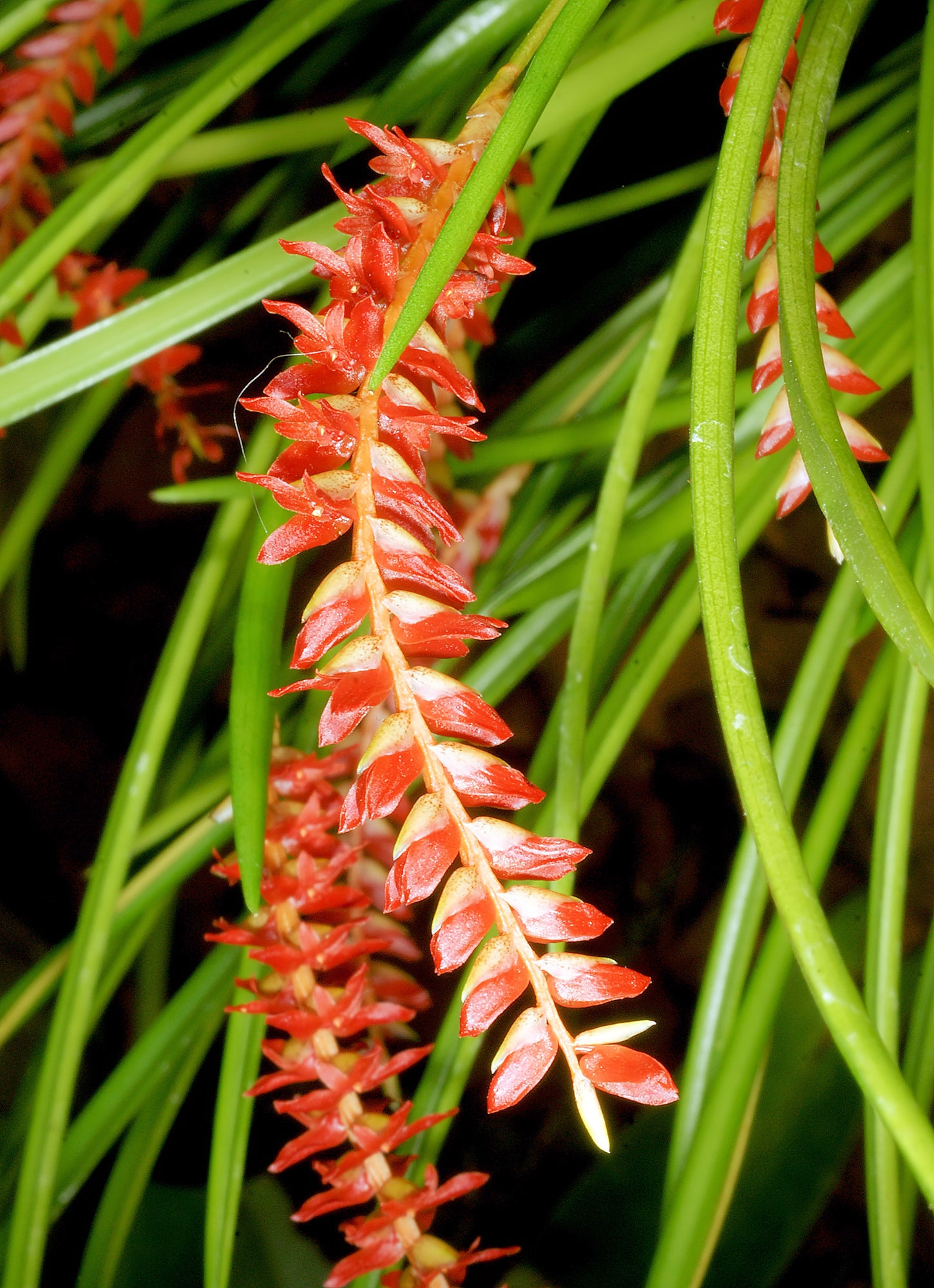